# Augusto Fernández (Rennfahrer)
Augusto Fernández Guerra (* 23. September 1997 in Madrid) ist ein spanischer Motorradrennfahrer, der zuletzt in der MotoGP-Klasse für das Tech3 GasGas Factory Team startete. Zuvor fuhr er von 2017 bis 2022 in der Moto2-Klasse, wo er in seinem letzten Jahr auf einer Kalex Moto2-Weltmeister wurde. Er ist weder verwandt noch verschwägert mit dem Brüderpaar Raúl und Adrián Fernández, die ebenfalls in der Motorrad-Weltmeisterschaft antreten.

## Karriere

### Moto2-Weltmeisterschaft (2017–2022)
Fernández, der zunächst in der spanischen Moto2-Europameisterschaft antrat, gab in der Saison 2017 sein Debüt in der Moto2-Klasse der Motorrad-Weltmeisterschaft für Speed Up Racing. Nachdem er sich anfangs eher im hinteren Mittelfeld aufhielt und sogar beim Großen Preis von Deutschland disqualifiziert wurde, holte er seine ersten beiden Punktplatzierungen in den letzten beiden Saisonrennen in Sepang und Valencia, womit er die Saison mit sechs Zählern auf dem 31. WM-Rang beendete.
In der Saison 2018 startete er zunächst erneut in der spanischen Moto2-Europameisterschaft, ehe er von Sito Pons für das Flexbox HP40 Racing Team berufen wurde. Diesmal auf einer Kalex fuhr Fernández an der Seite von Lorenzo Baldassarri regelmäßig um die Punkteränge mit und holte mit einem vierten Platz beim Großen Preis von Australien sein bis dato bestes Rennergebnis.
Zur Saison 2019 blieb Fernández bei Pons Racing und startete mit einem fünften Platz in Katar, ehe ihn eine Handgelenksverletzung für die kommenden zwei Rennen außer Gefecht setzte. Bei seiner Rückkehr meldete er sich mit zwei dritten Plätzen in Jerez und Le Mans eindrucksvoll zurück, bevor er in Assen seinen ersten Grand-Prix-Sieg einfuhr. Zwei weitere Siege in Silverstone und Misano sollten folgen – und Fernández beendete seine erste volle Saison in der Motorrad-Weltmeisterschaft mit 207 Punkten auf dem fünften WM-Platz, wodurch er am Ende Baldassarri deutlich geschlagen hatte, obwohl letzterer drei der ersten vier Rennen gewonnen hatte. 
Zur Saison 2020 verließ er Pons Racing und wechselte zum Marc VDS Racing Team. Sein Teamkollege war Sam Lowes, der bereits jahrelange Erfahrung in der Moto2 vorzuweisen hat. Es sollte die bis dato schwierigste Saison für ihn werden. Während Lowes bis zum Saisonfinale gegen Luca Marini und dem späteren Champion Enea Bastianini um den WM-Titel kämpfte, kam Fernández in der von der COVID-19-Pandemie geplagten Saison nur dreimal in die Top-5, wodurch er in der Endabrechnung mit 71 Punkten nur auf dem 13. Platz stand.
In der Saison 2021 blieb er beim Marc VDS Racing Team für eine weitere Saison. In seinem zweiten Jahr lief es deutlich besser, auch wenn es weder für einen Grand-Prix-Sieg noch für den WM-Titel reichte. Sein bestes Resultat war ein zweiter Platz beim Großen Preis der Emilia-Romagna hinter Teamkollege Lowes. Am Ende schloss Fernández das Jahr wie schon 2019 auf dem 5. Platz ab, musste sich aber dem WM-Vierten Lowes, der 2021 drei Siege holte, im teaminternen Duell ganz knapp mit 174:190 Punkten geschlagen geben.
Zur Saison 2022 wechselte er zu Red Bull KTM Ajo, die im Vorjahr mit Remy Gardner und Namensvetter Raúl Fernández souverän die Fahrer- und Teamweltmeisterschaft gewannen. An seiner Seite fuhr der amtierende Moto3-Weltmeister Pedro Acosta. In der Saison befand sich Fernández bis zum Saisonfinale in Valencia in einem spannenden Titelkampf mit Ai Ogura und profitierte u. a. von zwei Stürzen seines Konkurrenten in den letzten beiden Rennen, wodurch in Valencia ein zweiter Platz hinter Teamkollege Acosta ausreichte, um sich den Moto2-Weltmeistertitel zu sichern. Zu Saisonende besiegte er nicht nur Acosta nach Punkten (271,5:177 Punkte für Fernández), sondern holte auch seinen ersten Weltmeistertitel mit insgesamt vier Siegen und fünf weiteren Podestplatzierungen.

### MotoGP-Weltmeisterschaft (seit 2023)
Seit der Saison 2023 startet Fernández als frischgebackener Moto2-Weltmeister in der Königsklasse an der Seite von Pol Espargaró für das Tech3 GasGas Factory Team. Er pilotiert dort eine KTM RC16, denn technisch setzt der spanische Konstrukteur GasGas auf KTM-Material des aktuellen Jahrgangs, und erhält volle Werksunterstützung. Im fünften Saisonrennen in Le Mans erzielte er mit einem vierten Rang sein bestes Saisonresultat. Mit 71 Punkten beendete er die Saison auf Rang 17 der Gesamtwertung.

## Statistik

### Erfolge
- 2022 – Moto2-Weltmeister auf Kalex
- 2023 – MotoGP-Rookie of the Year auf KTM
- 7 Grand-Prix-Siege

### In der Motorrad-Weltmeisterschaft
(Stand: Großer Preis von Aragonien, 8. Juni 2025)
| Saison | Klasse | Team                        | Motorrad | Rennen | Siege | Zweiter | Dritter | Poles | Schn. Runden | Punkte | Ergebnis    |
| ------ | ------ | --------------------------- | -------- | ------ | ----- | ------- | ------- | ----- | ------------ | ------ | ----------- |
| 2017   | Moto2  | Speed Up Racing             | Speed Up | 13     | –     | –       | –       | –     | –            | 6      | 31.         |
| 2018   | Moto2  | Pons HP40                   | Kalex    | 12     | –     | –       | –       | –     | 1            | 45     | 18.         |
| 2019   | Moto2  | Pons HP40                   | Kalex    | 17     | 3     | –       | 2       | 1     | 3            | 207    | 5.          |
| 2020   | Moto2  | EG 0,0 Marc VDS             | Kalex    | 14     | –     | –       | –       | –     | 1            | 71     | 13.         |
| 2021   | Moto2  | EG 0,0 Marc VDS             | Kalex    | 18     | –     | 1       | 5       | –     | 1            | 174    | 5.          |
| 2022   | Moto2  | Red Bull KTM Ajo            | Kalex    | 20     | 4     | 2       | 3       | 2     | 5            | 271,5  | Weltmeister |
| 2023   | MotoGP | GasGas Factory Racing Tech3 | KTM      | 20     | –     | –       | –       | –     | –            | 71     | 17.         |
| 2024   | MotoGP | Red Bull GasGas Tech3       | KTM      | 20     | –     | –       | –       | –     | –            | 27     | 20.         |
| 2025   | MotoGP | Prima Pramac Yamaha MotoGP  | Yamaha   | 4      | –     | –       | –       | –     | –            | 6      | 22.         |
| Gesamt | Gesamt | Gesamt                      | Gesamt   | 138    | 7     | 3       | 10      | 3     | 11           | 878,5  | 1 WM-Titel  |

Grand-Prix-Siege
| Saison | Klasse | Rennen                                                    |
| ------ | ------ | --------------------------------------------------------- |
| 2019   | Moto2  | Niederlande Vereinigtes Konigreich San Marino             |
| 2022   | Moto2  | Frankreich Deutschland Niederlande Vereinigtes Konigreich |

Einzelergebnisse
| Saison | 1        | 2           | 3           | 4          | 5          | 6          | 7                      | 8              | 9           | 10                     | 11          | 12                     | 13         | 14             | 15         | 16             | 17         | 18             | 19         | 20       | 21       | 22       |
| ------ | -------- | ----------- | ----------- | ---------- | ---------- | ---------- | ---------------------- | -------------- | ----------- | ---------------------- | ----------- | ---------------------- | ---------- | -------------- | ---------- | -------------- | ---------- | -------------- | ---------- | -------- | -------- | -------- |
| 2017   | Katar    | Argentinien | USA-Texas   | Spanien    | Frankreich | Italien    | Katalonien             | Niederlande    | Deutschland | Tschechien             | Osterreich  | Vereinigtes Konigreich | San Marino | Aragonien      | Japan      | Australien     | Malaysia   | \|\| \|\| \|\| |            |          |          |          |
| 2017   |          |             |             |            |            | 25         | 21                     | 19             | DSQ         | 27                     | 16          | 26                     | DNF        | 22             | 16         | 17             | 12         | 14             |            |          |          |          |
| 2018   | Katar    | Argentinien | USA-Texas   | Spanien    | Frankreich | Italien    | Katalonien             | Niederlande    | Deutschland | Tschechien             | Osterreich  | Vereinigtes Konigreich | San Marino | Aragonien      | Thailand   | Japan          | Australien | Malaysia       | \|\| \|\|  |          |          |          |
| 2018   |          |             |             |            |            |            | 14                     | 12             | 15          | 12                     | DNF         | C                      | DNF        | 13             | DNF        | 6              | 4          | DNF            | 8          |          |          |          |
| 2019   | Katar    | Argentinien | USA-Texas   | Spanien    | Frankreich | Italien    | Katalonien             | Niederlande    | Deutschland | Tschechien             | Osterreich  | Vereinigtes Konigreich | San Marino | Aragonien      | Thailand   | Japan          | Australien | Malaysia       | \|\| \|\|  |          |          |          |
| 2019   | 5        | DNS         |             | 3          | 3          | 5          | 4                      | 1              | 6           | 8                      | 5           | 1                      | 1          | 22             | 4          | 8              | 19         | 11             | 6          |          |          |          |
| 2020   | Katar    | Spanien     | Andalusien  | Tschechien | Osterreich | Steiermark | San Marino             | Emilia-Romagna | Katalonien  | Frankreich             | Aragonien   |                        | Europa     | Valencia       | \|\| \|\|  |                |            |                |            |          |          |          |
| 2020   | DNF      | 13          | 13          | 5          | 8          | DNF        | 5                      | 18             | DNF         | 4                      | 11          | 8                      | DNS        | 15             | 8          |                |            |                |            |          |          |          |
| 2021   | Katar    | Katar       | Portugal    | Spanien    | Frankreich | Italien    | Katalonien             | Deutschland    | Niederlande | Steiermark             | Osterreich  | Vereinigtes Konigreich | Aragonien  | San Marino     | USA-Texas  | Emilia-Romagna | Portugal   | \|\| \|\| \|\| |            |          |          |          |
| 2021   | 14       | 6           | 5           | DNF        | DNF        | DNF        | 5                      | DNF            | 3           | 3                      | 3           | 6                      | 3          | 6              | 4          | 2              | 9          | 3              |            |          |          |          |
| 2022   | Katar    | Indonesien  | Argentinien | USA-Texas  | Portugal   | Spanien    | Frankreich             | Italien        | Katalonien  | Deutschland            | Niederlande | Vereinigtes Konigreich | Osterreich | San Marino     | Aragonien  | Japan          | Thailand   | Australien     | Malaysia   | \|\|     |          |          |
| 2022   | 4        | 5           | DNF         | 9          | DNF        | 4          | 1                      | 5              | 3           | 1                      | 1           | 1                      | 5          | 3              | 3          | 2              | 7          | DNF            | 4          | 2        |          |          |
| 2023   | Portugal | Argentinien | USA-Texas   | Spanien    | Frankreich | Italien    | Deutschland            | Niederlande    | Kasachstan  | Vereinigtes Konigreich | Osterreich  | Katalonien             | San Marino | Indien         | Japan      | Indonesien     | Australien | Thailand       | Malaysia   | Katar    | Valencia |          |
| 2023   | 13       | 11          | 10          | 13         | 4          | 15         | 11                     | 10             | C           | 118                    | 14          | 9                      | 16         | DNF            | 7          | DNF            | DNF        | 17             | 14         | 159      | DNF      |          |
| 2024   | Katar    | Portugal    | USA-Texas   | Spanien    | Frankreich | Katalonien | Italien                | Niederlande    | Deutschland | Vereinigtes Konigreich | Osterreich  | Aragonien              | San Marino | Emilia-Romagna | Indonesien | Japan          | Australien | Thailand       | Malaysia   | \|\|     |          |          |
| 2024   | 17       | 11          | 14          | DNF7       | 13         | DNF        | DNF                    | 14             | 16          | 16                     | 15          | 12                     | DNF        | 18             | DNF        | DNF            | 179        | DNF            | 10         | 19       |          |          |
| 2025   | Thailand | Argentinien | USA-Texas   | Katar      | Spanien    | Frankreich | Vereinigtes Konigreich | Aragonien      | Italien     | Niederlande            | Deutschland | Tschechien             | Osterreich | Ungarn         | Katalonien | San Marino     | Japan      | Indonesien     | Australien | Malaysia | Portugal | Valencia |
| 2025   |          |             | 13          | DNF        | 16         |            |                        | 13             |             |                        |             |                        |            |                |            |                |            |                |            |          |          |          |

| Legende  | Legende            | Legende                                                          |
| Farbe    | Abkürzung          | Bedeutung                                                        |
| -------- | ------------------ | ---------------------------------------------------------------- |
| Gold     | –                  | Sieg                                                             |
| Silber   | –                  | 2. Platz                                                         |
| Bronze   | –                  | 3. Platz                                                         |
| Grün     | –                  | Platzierung in den Punkten                                       |
| Blau     | –                  | Klassifiziert außerhalb der Punkteränge                          |
| Violett  | DNF                | Rennen nicht beendet (did not finish)                            |
| Violett  | NC                 | nicht klassifiziert (not classified)                             |
| Rot      | DNQ                | nicht qualifiziert (did not qualify)                             |
| Rot      | DNPQ               | in Vorqualifikation gescheitert (did not pre-qualify)            |
| Schwarz  | DSQ                | disqualifiziert (disqualified)                                   |
| Weiß     | DNS                | nicht am Start (did not start)                                   |
| Weiß     | WD                 | zurückgezogen (withdrawn)                                        |
| Hellblau | PO                 | nur am Training teilgenommen (practiced only)                    |
| Hellblau | TD                 | Freitags-Testfahrer (test driver)                                |
| ohne     | DNP                | nicht am Training teilgenommen (did not practice)                |
| ohne     | INJ                | verletzt oder krank (injured)                                    |
| ohne     | EX                 | ausgeschlossen (excluded)                                        |
| ohne     | DNA                | nicht erschienen (did not arrive)                                |
| ohne     | C                  | Rennen abgesagt (cancelled)                                      |
| ohne     | keine WM-Teilnahme |                                                                  |
| sonstige | P/fett             | Pole-Position                                                    |
| sonstige | 1/2/3/4/5/6/7/8    | Punktplatzierung im Sprint-/Qualifikationsrennen                 |
| sonstige | SR/kursiv          | Schnellste Rennrunde                                             |
| sonstige | *                  | nicht im Ziel, aufgrund der zurückgelegten Distanz aber gewertet |
| sonstige | ()                 | Streichresultate                                                 |
| sonstige | unterstrichen      | Führender in der Gesamtwertung                                   |